# Gola di Lago
Gola di Lago è una frazione del comune svizzero di Capriasca, nel Canton Ticino (distretto di Lugano).

## Geografia fisica
È la località più alta della valle Capriasca.

## Storia
È stato frazione del comune di Lugaggia fino al 2008, quando il comune è stato soppresso e accorpato a Capriasca.

## Monumenti e luoghi d'interesse
- Oratorio di Santa Maria Ausiliatrice, eretto nel 1931 da Enrico Besomi, caratterizzato dalla pietra a vista, da un portico e dal campanile a vela sopra la facciata; all'interno dell'edificio, si trova lo strappo di un affresco raffigurante la Madonna col Bambino e i santi Rocco Gerolamo, risalente alla prima metà del XVI secolo[senza fonte].